# 최운주
최운주는 조선민주주의인민공화국의 정치인이다. 국가수반과 국가 부주석을 지낸 석천 최용건의 아들이다. 조선사회민주당에서 활동하였다.최고인민회의 대의원, 조선민주당 국제부장 등을 지냈다.
아버지 최용건은 북한인이고 어머니 왕옥환은 중국인이기 때문에 최운주는 중화인민공화국과 조선민주주의인민공화국의 이중 국적자이다.